# Tadeusz Kantor
Tadeusz Kantor (n. 6 aprilie 1915, Wielopole Skrzyńskie⁠(d), Ropczyce-Sędziszów County⁠(d), voievodatul Subcarpatia, Polonia – d. 8 decembrie 1990, Cracovia, Polonia) a fost un regizor de teatru, actor în propriile producții, autor de happening-uri, teoretician al artei și pictor polonez.
Kantor a urmat Academia de Arte Frumoase din Cracovia și, dezamăgit de metodele de lucru predate acolo, „folosite pentru a exprima efecte predeterminate”, începe să devină interesat de avangarda poloneză a timpului, de constructivismul rus și Bauhaus, încercînd să rezolve dilema „cum să reconciliezi lumea mitică simbolistă a gîndului/corpului cu lumea abstracțiunii metafizice/geometrice a avangardei”.
Printre cele mai cunoscute spectacole realizate de Tadeusz Kantor se numără Clasa moartă (1975), Wielopole (1980), Să piară artiștii (1985), Nu mă voi întoarce niciodată (1988), despre care spunea că reprezintă „răspunsul său artistic la istoriile oficiale legitimate de secolul douăzeci: deportări în masă, ideologii, războaie și crime, ca și la procesul de depreciere a valorii reprezentării tradiționale”.
Tadeusz Kantor a decedat la 8 decembrie 1990.
Michal Kobialka a fost primul traducător în engleză al scrierilor lui Tadeusz Kantor. Cartea sa O călătorie în alte spații. Teatrul lui Tadeusz Kantor, concepută ca o deschidere către arta lui Kantor, cuprinde trei capitole: „În căutarea sinelui: praguri și metamorfoze”, „În căutarea celuilalt: spațiu și memorie” și „Realitatea găsită”.